# Arrabal (Leiria)
Pour les articles homonymes, voir Arrabal.
Arrabal est une freguesia portugaise située dans le district de Leiria.
Avec une superficie de 20,07 km2 et une population de 2 719 habitants (2001), la paroisse possède une densité de 135,5 hab/km2.